# Danish Open
Danish Open – kobiecy turniej tenisowy kategorii WTA International Series zaliczany do cyklu WTA Tour. Rozgrywany na kortach twardych w hali w Kopenhadze w latach 2010–2012.

## Mecze finałowe

### gra pojedyncza
| Rok  | Zwyciężczyni       | Finalistka         | Wynik       |
| 2012 | Angelique Kerber   | Caroline Wozniacki | 6:4, 6:4    |
| 2011 | Caroline Wozniacki | Lucie Šafářová     | 6:1, 6:4    |
| 2010 | Caroline Wozniacki | Klára Zakopalová   | 6:2, 7:6(5) |

### gra podwójna
| Rok  | Zwyciężczynie                    | Finalistki                          | Wynik          |
| 2012 | Kimiko Date-Krumm Rika Fujiwara  | Sofia Arvidsson Kaia Kanepi         | 6:2, 4:6, 10–5 |
| 2011 | Johanna Larsson Jasmin Wöhr      | Kristina Mladenovic Katarzyna Piter | 6:3, 6:3       |
| 2010 | Anna-Lena Grönefeld Julia Görges | Witalija Djaczenko Tatiana Puczek   | 6:4, 6:4       |